# Diễn đàn trực tuyến
Diễn đàn trực tuyến, hay được gọi là forum, là nơi để cho người dùng Internet trao đổi, thảo luận và tán gẫu với nhau.
Phương thức thường được dùng trong diễn đàn trực tuyến là người đầu tiên gửi lên một chủ đề (topic, thread) trong một đề mục (category, forum) và sau đó những người tiếp theo sẽ viết những bài góp ý, thảo luận lên để trao đổi xung quanh chủ đề đó.

## Phần mềm
Trên Internet có nhiều phần mềm thiết kế diễn đàn trực tuyến cho phép tải về, chúng được viết bằng các ngôn ngữ lập trình khác nhau như PHP, Perl, Java hay ASP. Các dữ liệu và thông số được lưu lại trong cơ sở dữ liệu (ví dụ như MySQL) hoặc text file.
Một số phần mềm tạo diễn đàn miễn phí
- phpBB và phpBB2, viết bằng php, được sử nhiều nhất vì đây là được dùng miễn phí.
- vBulletin, thuơng mại, phần mềm này được hỗ trợ và bảo mật rất tốt.
- Invision Power Board thuơng mại
- YAF.NET mã nguồn mở, viết bằng ASP và miễn phí

## Các thành phần của một diễn đàn trực tuyến

### Người dùng
Người dùng có thể hiểu là bất kỳ người nào truy cập vào diễn đàn. Một người dùng ẩn danh thì đựoc gọi là "Khách". Thông thường, các diễn đàn bắt buộc người dùng phải tạo, và đăng nhập dưới một tài khoản thì mới có những quyền tạo bài viết, truy cập một số nội dung của diễn đàn hoặc sử dụng một số tính năng khác.
Tài khoản người dùng cũng có thể được chia thành các thứ hạng (level) khác nhau, các thứ hạng sẽ được hiển thị công khai và có những đặc quyền riêng do cấu hình của diễn đàn.

### Quản trị viên
Quản trị viên (Admin) là tài khoản có quyền cao nhất. Tài khoản admin có tất cả các quyền trong diễn đàn từ việc quản lý tài khoản, quản lý cấu trúc hoặc thậm chí là cài đặt cấu hình diễn đàn. Thông thường, tài khoản admin đầu tiên chính là tài khoản được tạo lúc cài đặt diễn đàn, sau đó, tài khoản admin này sẽ tạo ra hoặc phân quyền admin cho các tài khoản khác.

### Điều hành viên
Điều hành viên (Mod hay Moderator) là các tài khoản có quyền hành quản lý sự hoạt động của diễn đàn bao gồm phê duyệt, xóa các bài viết trong diễn đàn đến việc chặn (ban) thành viên. Mỗi điều hành viên có thể chỉ có quyền hạn quản lý trong mỗi đề mục, diễn đàn con hoặc cũng có thể có quyền hạn trên toàn bộ diễn đàn tùy vào tùy chọn của quản trị viên.

### Đề mục
Đề mục (tiếng Anh category) là một nhóm các diễn đàn có nội dung gần giống nhau gộp lại.

### Diễn đàn
Diễn đàn (tiếng Anh forum) thường được gọi là box gồm một nhóm các chủ đề có liên quan với nhau. Người sử dụng có thể tạo chủ đề mới trong các diễn đàn này.

### Chủ đề hoặc Luồng
Chủ đề (tiếng Anh topic) hay còn gọi là luồng (tiếng Anh thread) do người dùng tạo ra, quay quanh một vấn đề nào đó. Mọi người sẽ đọc những bài trong chủ đề này và viết ý kiến của mình lên (thường gọi là các bài viết, tiếng Anh post), cũng nhau thảo luận.